# Provinzen Panamas

Karte der höchsten Verwaltungsebene Panamas

Panama ist verwaltungsmäßig in zehn Provinzen (provincias) und sechs Territorien (comarcas) eingeteilt. Diese stellen die höchste Verwaltungseinheit des Landes dar. Die Provinzen unterteilen sich weiter in Bezirke.

## Geschichte
Die administrative Aufteilung Panamas in Provinzen hat ihren Ursprung in der Zeit der spanischen Herrschaft, da zu dieser Zeit das heutige republikanische Territorium in die Provinzen Panama im Osten und Veraguas im Westen aufgeteilt war. Während der Union mit Kolumbien erlebte das panamaische Territorium mehrere Veränderungen: Es war zunächst ein Departement, dann eine Provinz und schließlich ein Bundesstaat. Dieser Staat war durch seine Verfassung in Departements unterteilt.
Mit der einheitlichen und zentralistischen kolumbianischen Verfassung von 1886 wurde der Bundesstaat in das Departement Panama umgewandelt und seine internen Unterteilungen in Provinzen umbenannt, wodurch die heutigen Provinzen entstanden. Mit der Gründung der Republik im Jahr 1903 behielt das Land die gleiche politisch-administrative Unterteilung bei, die seit seiner Gründung als kolumbianisches Departement bestand, mit den Änderungen, die spätere panamaische Verfassungen dem Territorialregime bis heute zugestanden haben.

## Provinzen
| Provinz        | ISO 3166-2 | Bevölkerung (2023) | Fläche (km²) | Hauptstadt     | Gründung    | Karte | Flagge |
| -------------- | ---------- | ------------------ | ------------ | -------------- | ----------- | ----- | ------ |
| Bocas del Toro | PA-1       | 159.228            | 4654         | Bocas del Toro | 1903 (1843) |       |        |
| Coclé          | PA-2       | 268.264            | 4943         | Penonomé       | 1886 (1855) |       |        |
| Colón          | PA-3       | 281.956            | 4605         | Colón          | 1886 (1852) |       |        |
| Chiriquí       | PA-4       | 471.071            | 6584         | David          | 1849        |       |        |
| Darién         | PA-5       | 54.235             | 12.042,7     | La Palma       | 1922 (1850) |       |        |
| Herrera        | PA-6       | 122.071            | 2362,9       | Chitré         | 1886 (1855) |       |        |
| Los Santos     | PA-7       | 98.466             | 3812         | Las Tablas     | 1886 (1855) |       |        |
| Panamá         | PA-8       | 1.439.575          | 8478,5       | Panama-Stadt   | 1539        |       |        |
| Veraguas       | PA-9       | 259.791            | 10.597,5     | Santiago       | 1560        |       |        |
| Panamá Oeste   | PA-13      | 653.665            | 2892,1       | La Chorrera    | 2014        |       |        |

1. 1 2  Als Territorium der Republik Neugranada
2. 1 2 3 4  Als Provinz der Republik Neugranada

## Indigene Territorien

### Mit Provinzebene
| Region         | ISO 3166-2 | Bevölkerung (2023) | Fläche (km²) | Hauptstadt  | Gründung | Karte | Flagge |
| -------------- | ---------- | ------------------ | ------------ | ----------- | -------- | ----- | ------ |
| Emberá-Wounaan | PA-EW      | 12.358             | 4365,5       | Unión Chocó | 1983     |       |        |
| Guna Yala      | PA-GY      | 32.016             | 2307,6       | El Porvenir | 1938     |       |        |
| Naso Tjër Di   | PA-NT      |                    | 1606,1       | Sieyic      | 2020     |       |        |
| Ngöbe-Buglé    | PA-NB      | 212.084            | 6829,5       | Llano Tugrí | 1997     |       |        |

### Mit Comarcaebene
| Region            | Provinz | Bevölkerung (2023) | Fläche (km²) | Hauptstadt | Gründung | Karte | Flagge |
| ----------------- | ------- | ------------------ | ------------ | ---------- | -------- | ----- | ------ |
| Guna de Madugandí | Panamá  | 7647               | 2127,2       | Akua Yala  | 1996     |       |        |
| Guna de Wargandí  | Darién  | 2781               | 952,2        | Mortí      | 2000     |       |        |